# 木津駅前
木津駅前（きづえきまえ）は、京都府木津川市にある地名。現行行政地名は木津駅前一丁目のみ。

## 地理
木津川市の中央部にあり、木津川市の中心部に位置している。

## 歴史
- 2012年（平成24年）3月24日 - 木津川市大字木津小字池田、小字上戸及び小字雲村の各一部を分離し、木津駅前一丁目を設置[1]。

## 世帯数と人口
2019年（令和元年）9月30日現在の人口は以下の通りである。
| 丁目           | 人口 |
| -------------- | ---- |
| 木津駅前一丁目 | 64人 |

## 交通
- 国道24号
- 京都府道47号天理加茂木津線
- 京都府道323号木津停車場線

## 施設
- 京都山城総合医療センター
- フレスコ 木津店
- サンディ 木津店
- 南都銀行 木津支店

## その他

### 日本郵便
- 郵便番号 : 619-0214[3]（集配局：山城木津郵便局[5]）。